# Schloss Wiesent

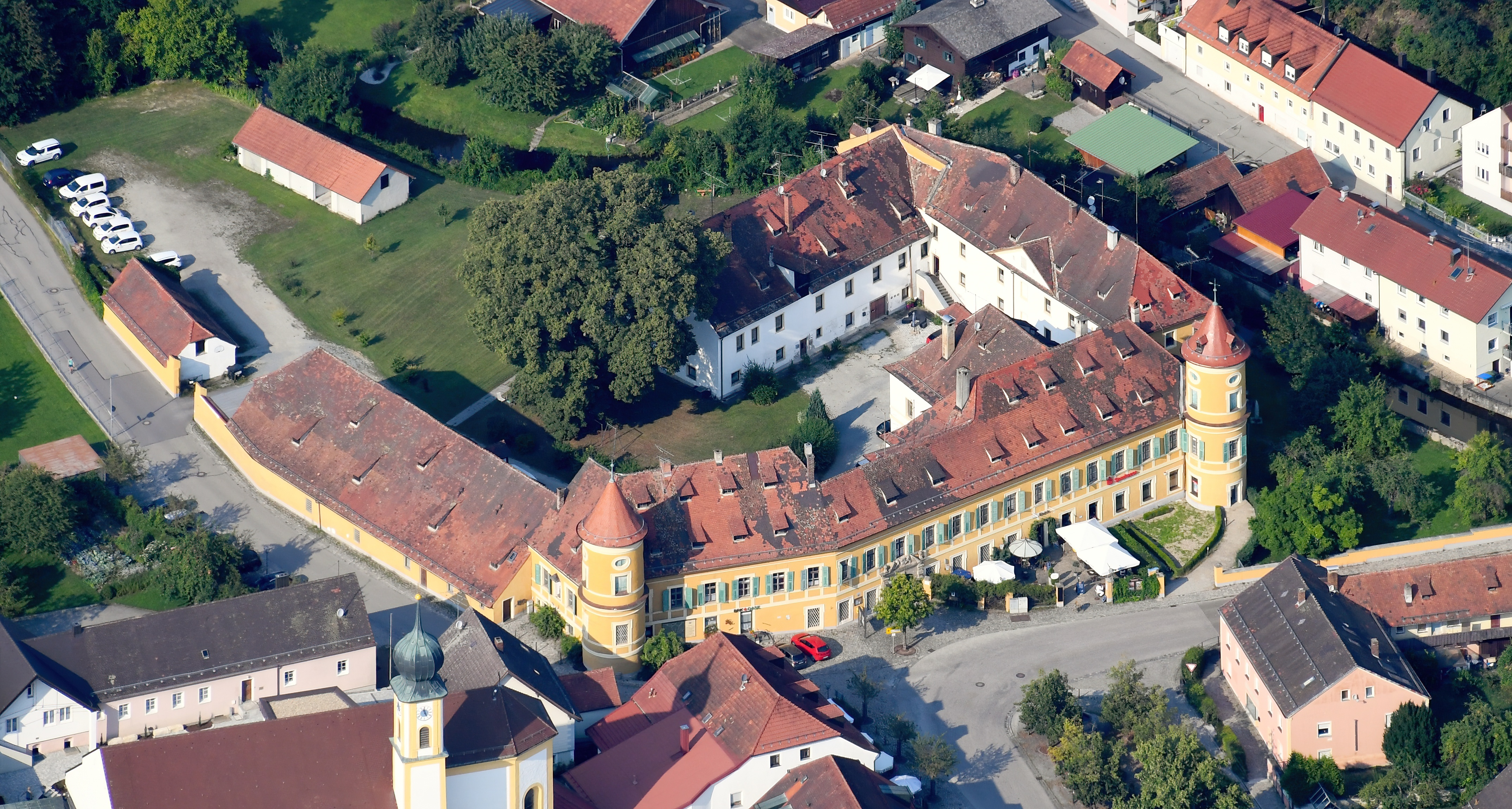
Luftbild des Schlosses Wiesent

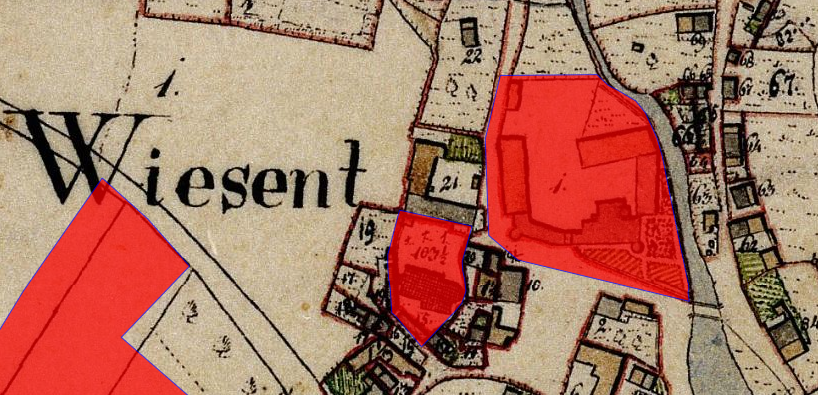
Lageplan von Schloss Wiesent auf dem Urkataster von Bayern

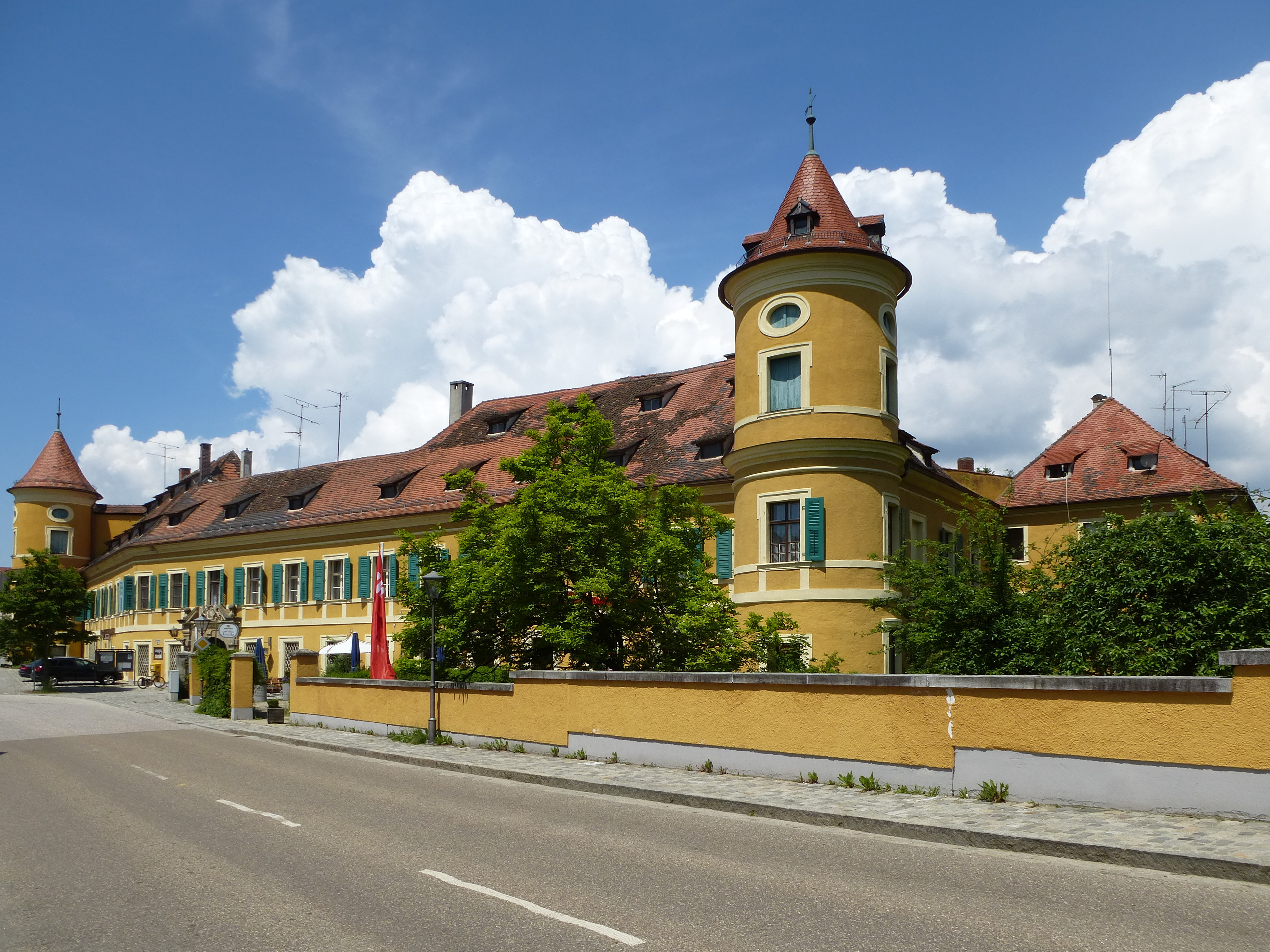
Schloss Wiesent

Das Schloss Wiesent ist ein denkmalgeschütztes Gebäude in der Gemeinde Wiesent im Oberpfälzer Landkreis Regensburg (Bayern). Die Anlage ist unter der Aktennummer D-3-75-209-6 als denkmalgeschütztes Baudenkmal von Wiesent verzeichnet. Ebenso wird sie als Bodendenkmal unter der Aktennummer D-3-6940-0045 im Bayernatlas als „archäologische Befunde und Funde im Bereich des Schlosses von Wiesent, zuvor mittelalterliche Burg“ geführt.

## Geschichte
Die Erbauer der Burg waren die Herren von Wiesent. Spätere Besitzer waren die Herren von Falkenberg, die Grafen von Lintelo und die Fürsten von Thurn und Taxis. 1630 wurde das Schloss im Dreißigjährigen Krieg teilweise zerstört. 1695 erfolgte ein Neubau durch Graf Rudolf von Lintelo. 1762 erfolgte der Anbau des sogenannten Hudetz-Turmes, benannt nach dem Maler und Grafiker Karl Anton Hudetz. Bis 1881 wurde noch eine Bierbrauerei betrieben. Das Schloss befindet sich heute in Privatbesitz und beherbergt mehrere Wohnungen und Geschäfte wie die Sparkasse und die Raiffeisenbank. Im Hudetz-Turm befindet sich ein kleines Museum mit Werken von Karl Anton Hudetz.

## Gebäude

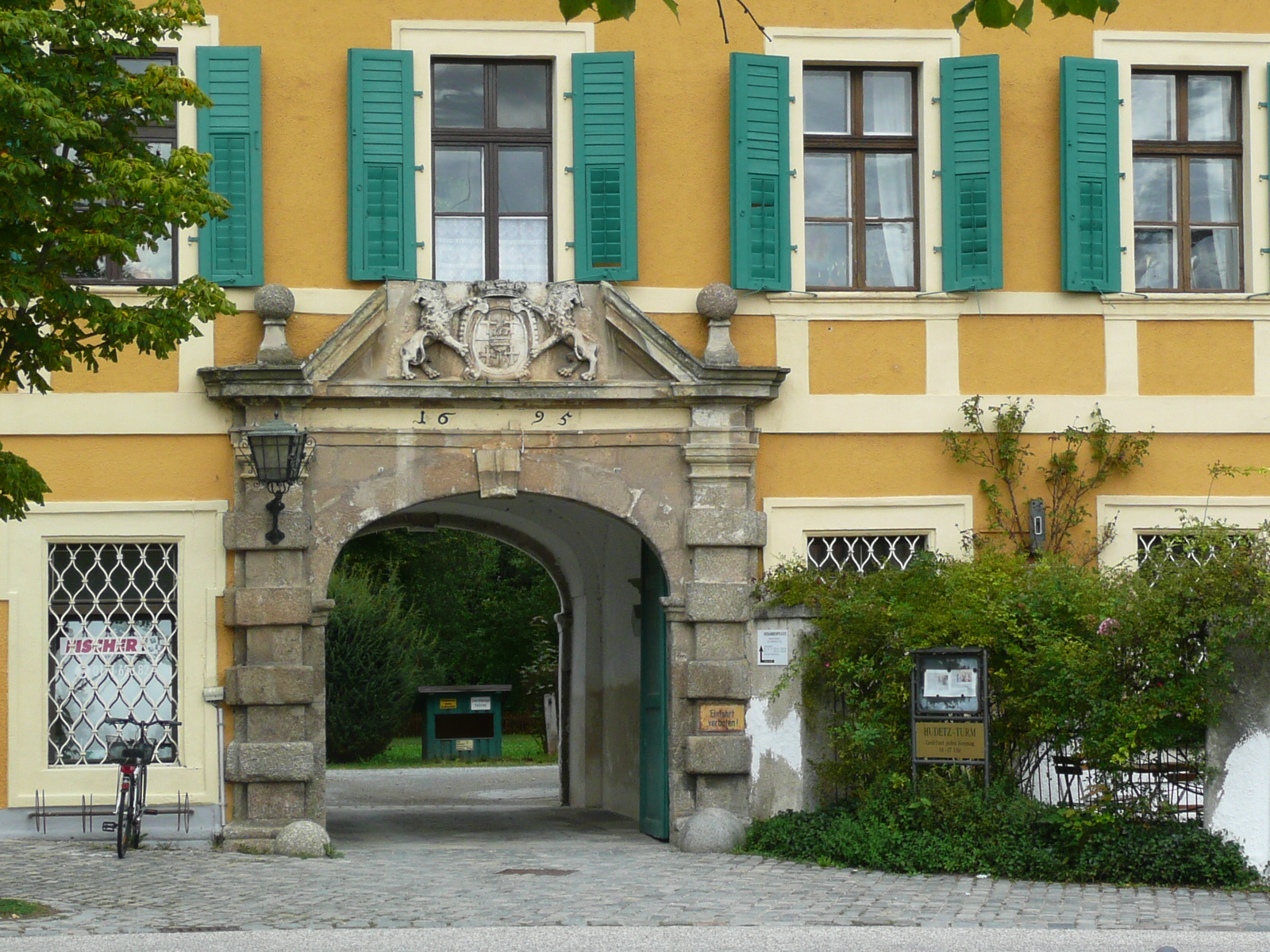
Haupttor Schloss Wiesent

Der langgestreckte, eingeschossige barocke Bau mit zwei Ecktürmen und mächtigem Portal ist eine gegliederte Mehrflügelanlage. Der Südflügel ist ein zweigeschossiger Walmdachbau mit geknickter Fassade und zwei Ecktürmen. Die gewölbte Durchfahrt mit rustiziertem Portal trägt das Baujahr 1695 und das Wappen der Lintelo. Der Ostflügel ist ein zweigeschossiger und gestelzter Walmdachbau mit Dreiecksgiebel und wurde erst 1762 unter Baron von Falkenberg erbaut. Der angegliederte Nordostflügel ist ein zweigeschossiger Halbwalmdachbau mit Aufzugsgaube aus dem 18. Jahrhundert. Der Westflügel ist ein eingeschossiger Wirtschaftsbau mit Walmdach und Aufzugsgaube und stammt wohl aus dem 18. Jahrhundert. Die ehemalige Remise ist ein eingeschossiger Satteldachbau mit Halbwalm, Hoftor und einem Reststück der Schlossmauer aus dem 18./19. Jahrhundert.
Aus einer entsprechenden Baugenehmigung, die Graf Rudolf von Lintelo vom Regensburger Bischof erhielt, lässt sich die Existenz einer Schlosskapelle vermuten. Diese befand sich vermutlich im westlichen Turm.
Nördlich an den Hof anschließend befand sich das Gebäude der Bierbrauerei. Der historische Schlossplatz dient heute als Dorfplatz mit Dorfbrunnen.